# 孟家站
孟家站站址位于吉林省吉林市丰满区江南乡孟家村附近。于1938年建成，是龙丰铁路上的一座车站。于1976年左右，孟家站被废弃。

## 历史
孟家站应该是一处侵华日军运输物资和押运劳工过关卡的秘密通道。修建丰满大坝工人“上下班”的“通勤”站或者物料流通站。劳工可以到丰满大坝建设大坝，到大丰满、五家哨料场、阿什哈达、大长屯料场等七个料场采砂石骨料乘车参与工作。同时，孟家村产物料可以运输供应需求，其他物料来此加工流通。龙丰铁路于1938年10月通车后不久，分别在中途增建了孟家站和大长屯站。1976年左右，孟家站被废弃，房屋就变成了民房，让铁路职工居住。